# Borislav Radović
Œuvres principales
- Poetičnosti (1956)
- Bratstvo po nesanici (1960)
- Pesme 1971-1982 (1983)

Borislav Radović (en serbe cyrillique : Борислав Радовић ; né le 10 mars 1935 à Belgrade et mort le 26 avril 2018 dans la même ville) est un poète, un écrivain et un traducteur serbe. Il a remporté plusieurs prix récompensant son œuvre poétique et son travail de traducteur.

## Biographie
Borislav Radović a notamment traduit en serbe des œuvres de Saint-John Perse (1963), Paul Éluard (1971), Charles Baudelaire (Le Spleen de Paris, 1975) et Honoré de Balzac (Louis Lambert, 1999).
Il est membre de la Société littéraire serbe.

## Œuvres
Poésie
- Poetičnosti (Poésies), Belgrade, 1956.
- Ostale poetičnosti (Autres poésies), Belgrade, 1969.
- Maina, Novi Sad, 1964.
- Bratstvo po nesanici (Fraternité d'insomnie), Belgrade, 1960.
- Opisi, gesla, Belgrade, 1970.
- Izabrane pesme (Poèmes choisis), Belgrade, 1979.
- Pesme 1971-1982 (Poèmes 1971-1982), Belgrade, 1983.
- Izabrane pesme 1954-1984 (Poèmes choisi 1954-1984), Belgrade, 1985.
- Trideset izabranih pesama (Trente poèmes choisis, Belgrade, 1985.
- Pesme 1971-1991 (Poèmes 1971-1991), Novi glas, Banja Luka, 1991 (ASIN B004HBW9HK).
- Pesme (Poèmes), SKZ, Belgrade, 1994 (ASIN B004TKAUTI).
- Pesme (Poèmes), Belgrade, 2000.
- Četrdeset dve izabrane pesme (Quarante-deux Poèmes choisis), Belgrade, 2007.

Essais
- Rvanje s anđelom i drugi zapisi (La Lutte avec l'ange et autres écrits), Belgrade, 1996.
- O pesnicima i o poeziji (Sur les poètes et la poésie), Banja Luka, 2001.
- Neke stvari (Certaines Choses), Belgrade, 2001.
- Čitajući Vergilija (En lisant Virgile), Banja Luka, 2004  (ISBN 978-9993870685).
- Još o pesnicima i o poeziji (Plus sur les poètes et la poésie), Zavod za udzbenike, Belgrade, 2007  (ISBN 978-8617145192).
- Ponesto o pesnicima i o poeziji (Quelque chose à propos des poètes et de la poésie), 2011  (ISBN 978-8651908333).

Traductions
- Morekazi, Sen-Džona Persa, 1963.
- Izabrane pesme Pola Elijara, 1971.
- Pariski splin, Šarla Bodlera, 1975.
- Luj Lamber, Onorea de Balzaka, 1999.

## Récompenses
- Prix Branko, 1957.
- Prix d'octobre, 1963.
- Prix Nolit, 1967.
- Prix Zmaj, 1967.
- Prix Branko Miljković, 1983.
- Prix Željezara Sisak, 1984.
- Prix Dis, 1985.
- Prix Vasko Popa, 1995.
- Prix Ramonda Serbica, 1996.
- Prix Miloš N. Đurić, 1999.
- Prix Desanka Maksimović, 2001[3],[4].
- Prix Žička hrisovulja, 2002.
- Prix Đorđe Jovanović, 2002.